# Siemianowice Bytków
Siemianowice Bytków – zlikwidowana stacja kolejowa w Siemianowicach Śląskich, w dzielnicy Bytków; w województwie śląskim, w Polsce.